# Nikolaus Otto
Pour les articles homonymes, voir Otto.
Nikolaus Otto (Nikolaus August Otto) (Holzhausen an der Haide 14 juin 1832 - Cologne 28 janvier 1891) est un inventeur autodidacte et industriel allemand. Il est connu pour être le premier à avoir conçu et fabriqué des moteurs à quatre temps fonctionnels. Il est aussi le père de Gustav Otto, cofondateur de BMW en 1917.

## Biographie
Nikolaus Otto, de son nom de baptême Augustus Nicolaus Otto, naît le 14 juin 1832 à Holzhausen auf der Heide, en Rhénanie Palatinat. Issu d'une famille d'aubergistes et d'agriculteurs, il est le benjamin d'une fratrie de six enfants. Son père décède en 1832. Otto termine ses études en 1848 sans diplôme, puis commence un apprentissage de trois ans dans un commerce à Nastätten. Il s'installe ensuite à Francfort-sur-le-Main, où il travaille comme voyageur de commerce en produits agricoles puis, en juin 1853, déménage à Cologne où vit son frère Wilhelm. Il y rencontre sa future épouse, Anna Gossi, en février 1858. Le mariage a lieu en mai 1868. Sept enfants en sont issus entre 1869 et 1883.
Jusqu'au début  des années 1860 Nikolaus Otto occupe plusieurs emplois de représentant de commerce pour des produits "coloniaux" (café, thé, riz, sucre, etc.). En parallèle, il s'intéresse aux moteurs à explosion : inspiré par le moteur du franco-belge Etienne Lenoir, il développe un  concept de moteur en 1861. En 1862, Nikolaus Otto décide de se consacrer entièrement à ses recherches sur les moteurs et, début 1864, s'associe avec l'ingénieur Eugène Langen, fils d'un industriel sucrier de Cologne, pour fonder la société NA Otto & Cie KG. Présenté en 1867 à l'exposition universelle  de Paris, le premier moteur Otto reçoit une médaille d'or : plus économique que le moteur Lenoir, il est considéré comme le premier moteur à explosion pouvant concurrencer les moteurs à vapeur. Les besoins de financement de la production amènent à la liquidation de NA Otto & Cie KG, l'arrivée d'un nouvel actionnaire, Ludwig August Roosen-Runge, et la création de la société "Langen, Otto & Roosen" en 1869, qui installe une usine à Deutz. À la suite de désaccords entre actionnaires, les activités de cette société sont reprises en1872 par la  « Gasmotoren-Fabrik Deutz Aktiengesellschaft » créée par Otto et plusieurs membres des familles Langen et Pfeiffer. En 1872, Gottlieb Daimler et Wilhelm Maybach sont recrutés comme responsables techniques.
Durant les années 1860, 1870 et 1880, Nikolaus Otto conçoit et met en production plusieurs types de moteurs, et dépose plusieurs brevets. Sa réalisation la plus célèbre est un moteur présenté à Paris en 1878 : c'est le premier moteur à quatre temps opérationnel jamais construit. Cette réussite lui vaudra, avec le brevet impérial n°532 d'août 1877 correspondant, le titre d'inventeur du moteur à quatre temps. Otto concède des licences de fabrication de ses moteurs à plusieurs industriels européens et américains, qui en produiront plusieurs milliers d'exemplaires, essentiellement pour des machines fixes. 
En 1882, la Faculté  de Würzburg lui octroie un doctorat honorifique.
Nikolaus Otto décède à Cologne le 26 janvier 1891.

## Les moteurs Otto

### Le moteur Otto-Langen (1867)
Otto commence ses tentatives de conception d'un moteur en 1861 mais rencontre des difficultés techniques et ses réalisations restent à l'état de prototype. L'association avec Langen, intéressé par ces premières réalisations, donne à Otto les moyens de reprendre ses travaux avec des moyens financiers plus importants. Otto et Langen présentent à l'exposition universelle de Paris de 1867 un moteur inspiré de celui de Lenoir mais aux performances bien meilleures, ce qui leur vaut de recevoir la médaille d'or du concours.
Ce moteur est un monocylindre atmosphérique deux temps utilisant du gaz de ville comme carburant. Dans la version exosée à Paris,  le cylindre est vertical et le moteur délivre une puissance de 0,5 ch pour une cylindrée de 17,4 L, un poids total de 725 kg et une hauteur de 2,1 m. Des versions de 1 et 2 ch sont également proposées.

Commercialisé sous le nom Otto et Langen, ce moteur sera fabriqué en Allemagne par les deux associés et sous licence dans plusieurs autres pays, notamment en Angleterre, en Autriche, en Belgique et en France. Il sera décliné en différentes puissances allant 0,25 ch (408 kg) à 3 ch (2 018 kg) et remportera un grand succès commercial jusqu'au début des années 1880 : la production en Allemagne passe ainsi de 10 machines/mois en 1868 à 80 en 1884, et plus de 4600 moteurs de ce type seront fabriqués en Europe entre 1864 et 1882.

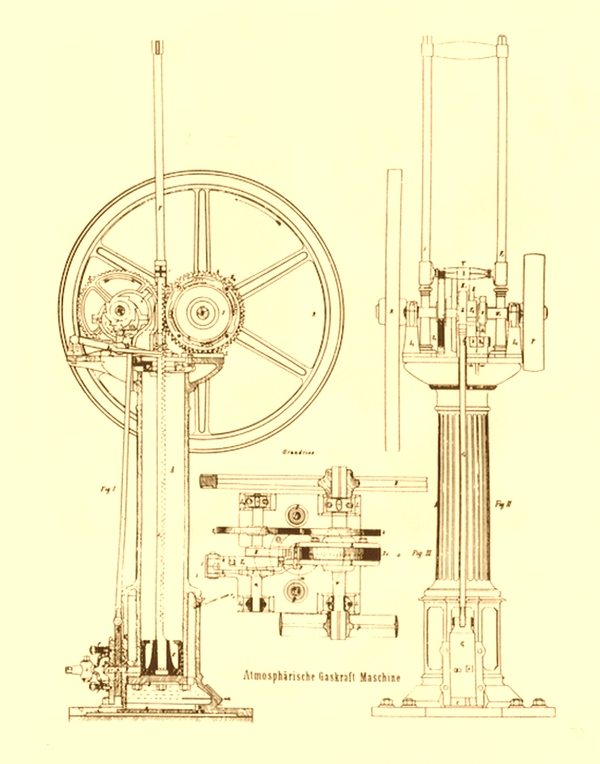
Schéma dans le brevet de 1863.
Principe de fonctionnement.
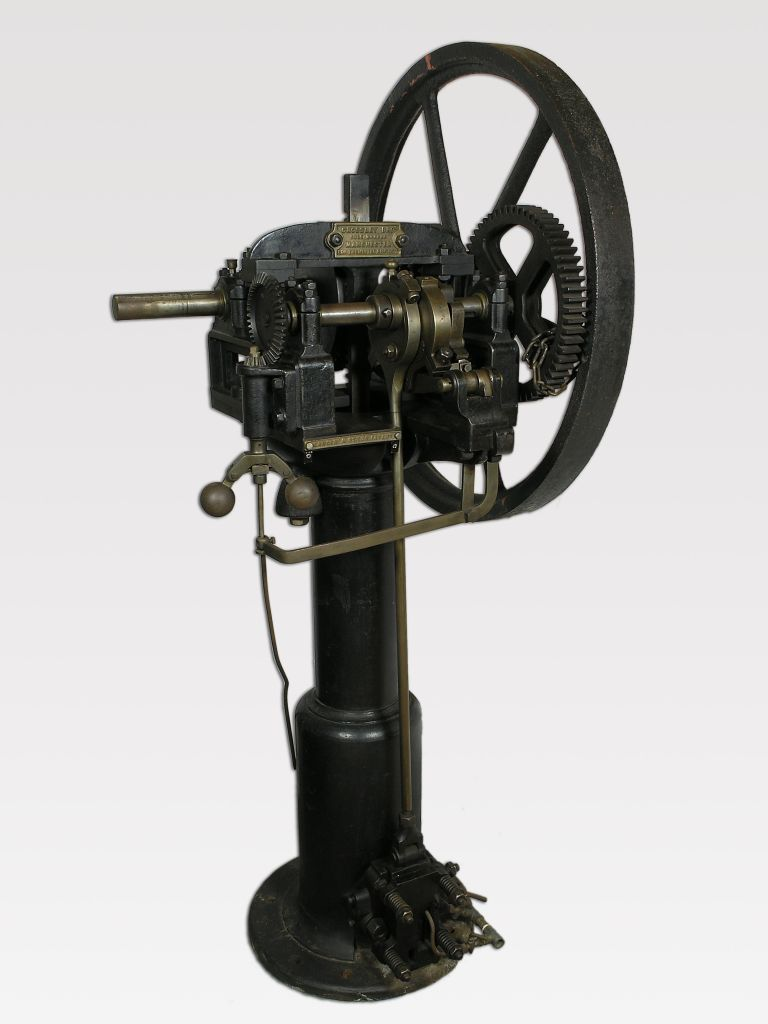
Modèle fabriqué sous licence par Crossley en Angleterre.

### Le premier moteur à quatre temps (1878)

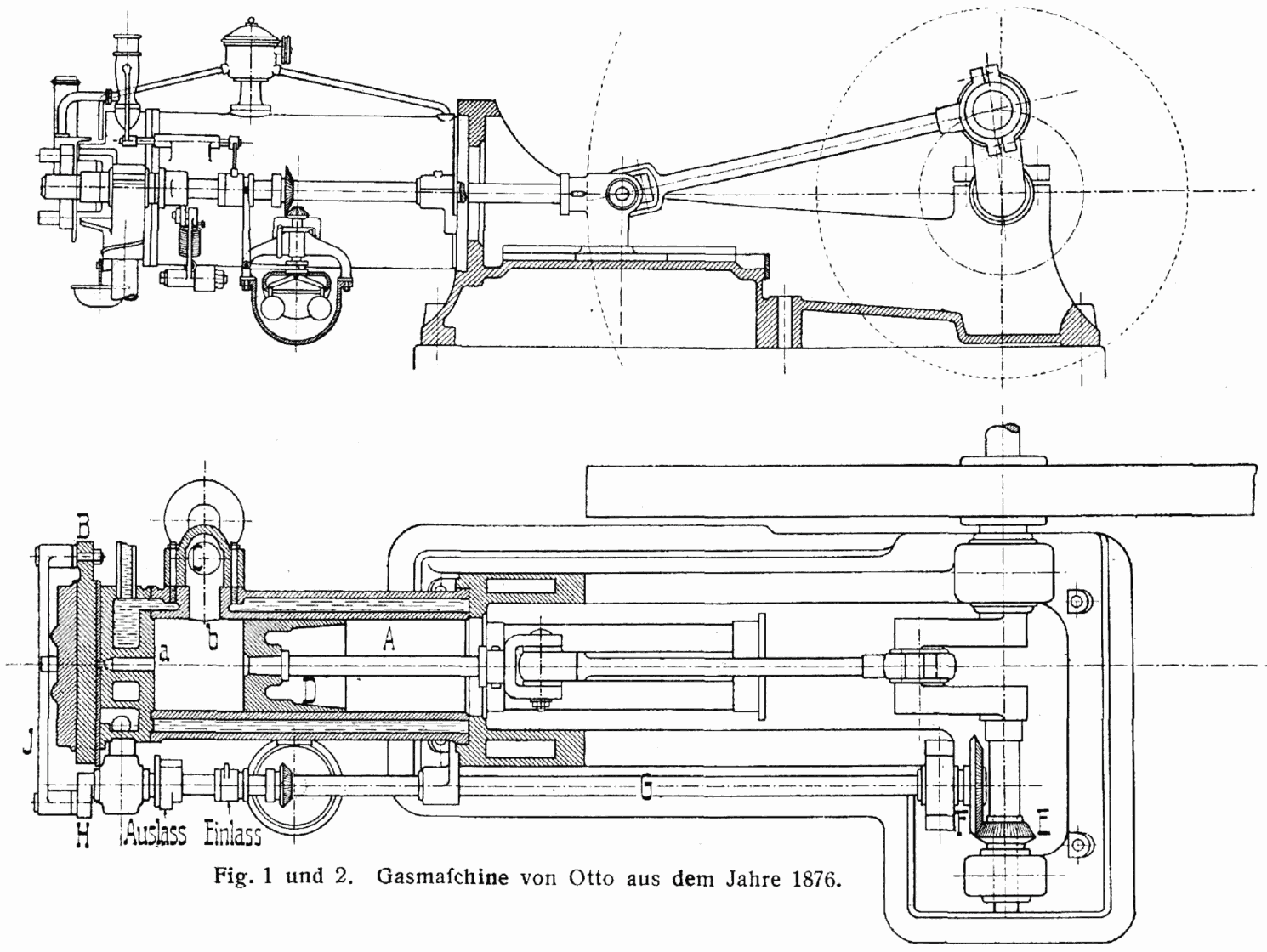
Moteur à combustion interne d'Otto, 1876.

Conscients de certaines limitations du moteur lancé en 1867, Otto et l’équipe de Deutz conçoivent un moteur entièrement différent, qui, présenté à l'exposition universelle de 1878, marquera l'histoire du génie mécanique : il s'agit du tout premier moteur à quatre temps à allumage commandé. Durant son fonctionnement cyclique, le mélange air/gaz est admis dans le cylindre, puis comprimé, et sa combustion rapide, déclenchée par un système à flamme, repousse le piston qui, dans le mouvement suivant, provoque la sortie des gaz vers l'échappement. Ce moteur à piston horizontal, dont Otto a décrit le fonctionnement dans un brevet déposé en 1877, est plus régulier et  plus silencieux que son prédécesseur et délivre, dans ses premières versions, jusqu'à 8 ch à 200 tr/min,. Le succès en sera considérable : plus de 35 000 exemplaires seront construits par Deutz. Plusieurs constructeurs européens et américains en produiront également, sous licence de Deutz, notamment l'industriel anglais Crossley, qui avait déjà produit les premiers moteurs Otto-Langen. La notoriété du moteur et celle de son fonctionnement sont telles que les moteurs à quatre temps seront ensuite souvent désignés comme "moteurs Otto", même lorsqu'ils étaient construits par des industriels sans liens avec Otto ni avec Deutz.

## Procès et polémiques autour des brevets d'Otto
En 1876, Otto dépose son premier brevet  en Alsace-Lorraine, alors un des Etats allemands. Ce brevet est transformé en brevet impérial allemand n° 532 en 1877. Otto dépose ensuite ce brevet et ses extensions dans plusieurs autres pays, notamment en France, en Angleterre et aux États-Unis. Otto et son associé Langen considèrent que ces dépôts leur confèrent un droit exclusif sur tout moteur à quatre temps. Durant les années 1880, ils initient plusieurs actions en contrefaçon visant les inventeurs et industriels produisant de tels moteurs, comme, par exemple, l'ingénieur Lenoir en France. Les procès correspondants, dans lesquels Otto et Langen demandent des dommages et intérêts et l'arrêt de fabrication des moteurs visés par leurs réclamations, donnent des résultats variables. À partir  du milieu des années 1880, des tribunaux allemands (1884-1886), français (1886,1889,1890) et anglais invalident largement les demandes et le contenu des brevets d'Otto et Langen. Parmi les éléments ayant conduit à ces décisions se trouvent notamment le brevet et le mémoire de 1862 du français Beau de Rochas qui décrivent précisément le cycle et le fonctionnement d'un moteur à quatre temps : même si Beau de Rochas n'a construit aucun moteur de ce type, ses publications suffisent à établir qu'Otto ne peut se prévaloir, dans ses brevets, de propriété intellectuelle sur ces principes déjà connus et publiés. Si Otto reste le premier à avoir réalisé un moteur à quatre temps fonctionnel, d'autres constructeurs peuvent, après ces décisions judiciaires, en fabriquer sans risques de poursuites.

## Reconnaissance posthume
La ville de Cologne recèle plusieurs témoignages de la reconnaissance posthume de Nicolaus Otto :
- une statue d'Otto est installée à l'hôtel de ville en 1990[1]
- la place Ottoplatz
- le mémorial Otto et Langen

Un musée installé dans la maison natale d'Otto à Holzhausen, près de Coblence, présente certains des moteurs qu'il a inventés.
Des rues, places et établissements d'enseignement ont été baptisés de son nom dans plusieurs villes allemandes, notamment à Ansbach, Bad Kreuznach, Düren, Eisenach, Ulm, etc.

Des timbres allemands à la mémoire d'Otto et de ses moteurs ont été imprimés en 1952 et 1964.

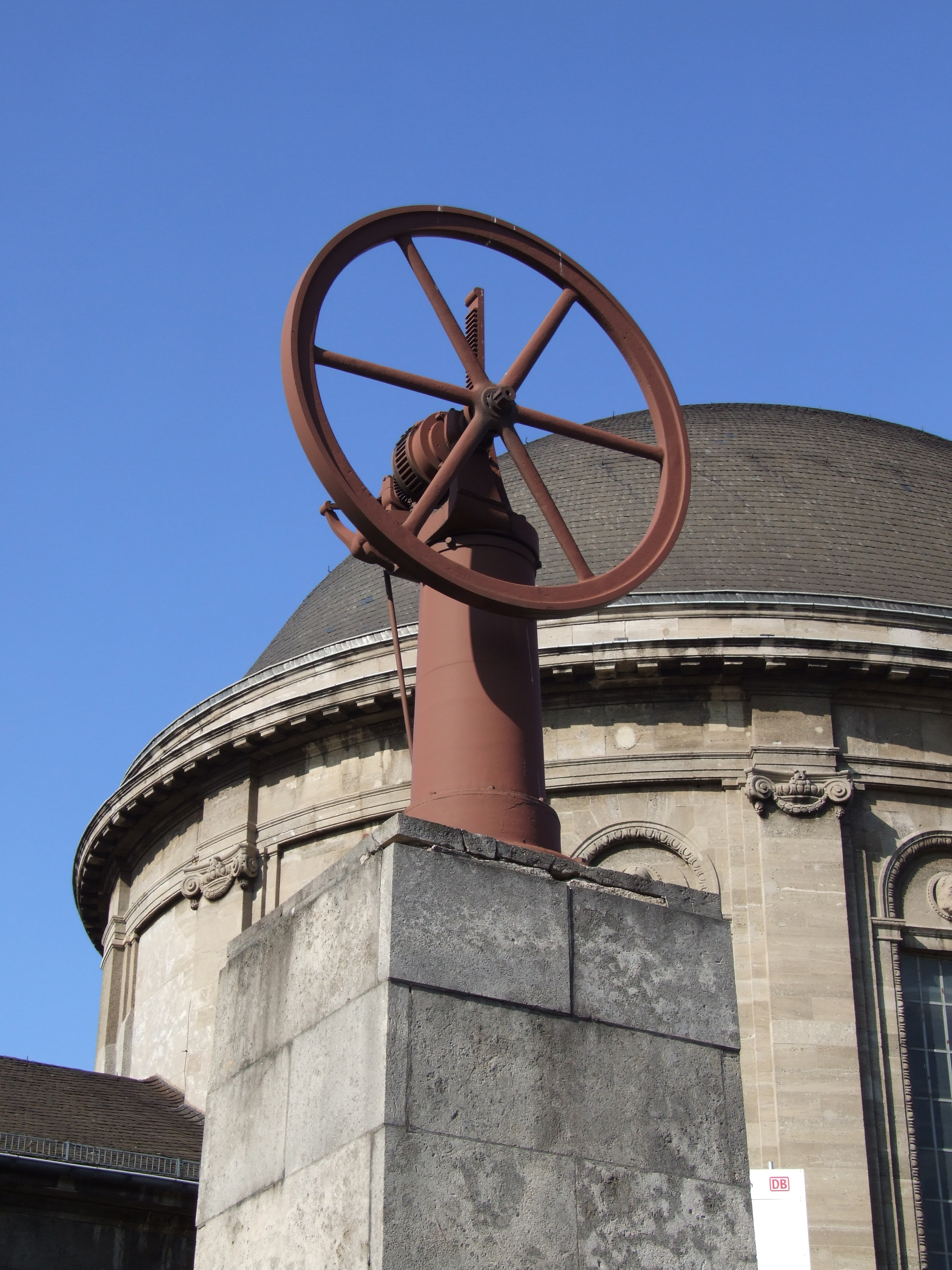
Mémorial Otto & Langen (Cologne).
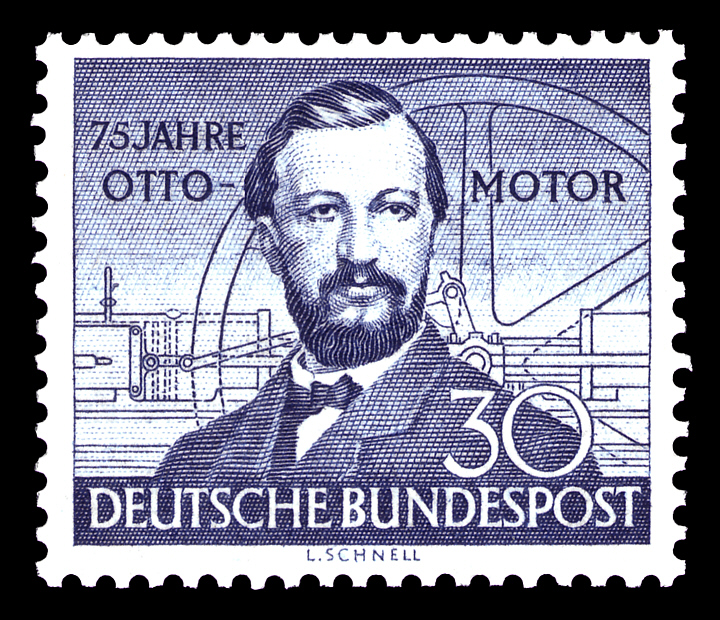
Timbre allemand commémorant l'invention du moteur Otto à quatre temps (1952).
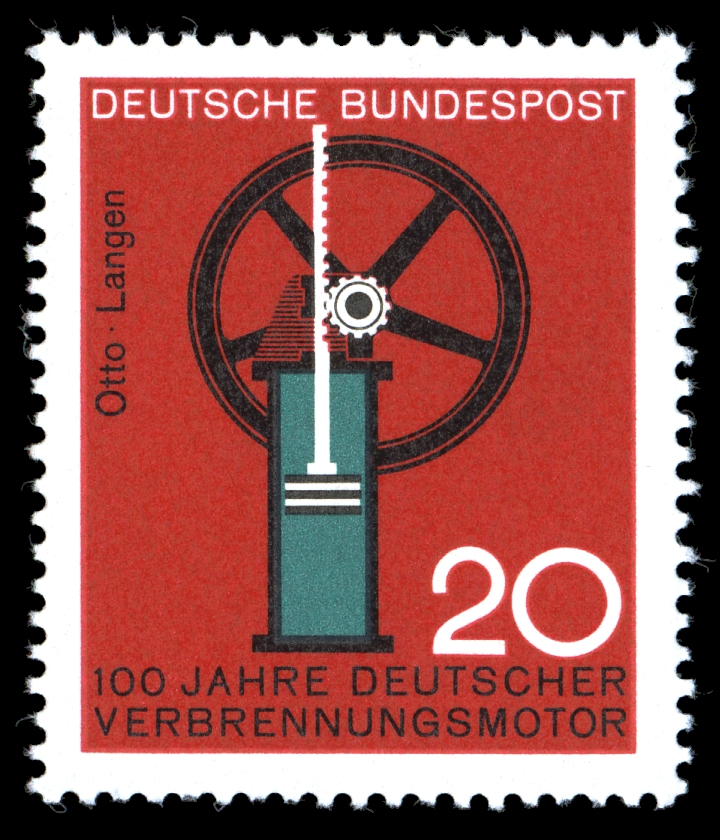
Timbre allemand commémorant l'invention du moteur Otto & Langen (1964).
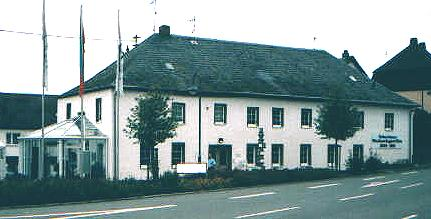
Maison natale et musée Nicolaus Otto à Holzhausen an der Haide.